# Adaptionsmodell

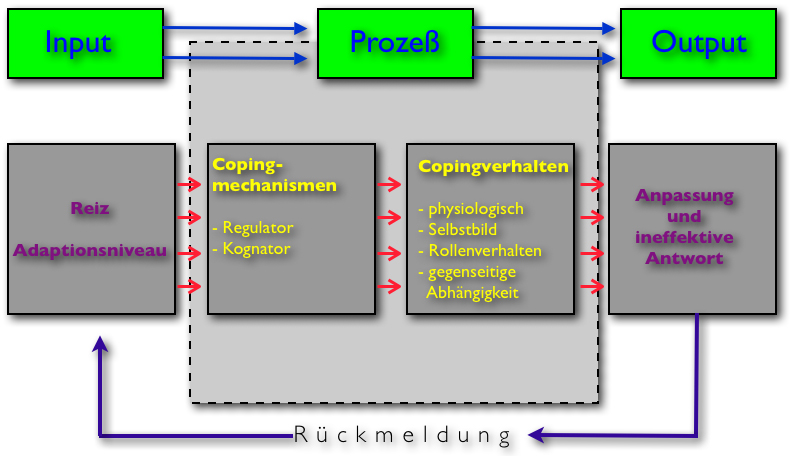
Anpassungsprozess nach Roy

Das Adaptionsmodell (auch Adaptionstheorie) ist eine von der Pflegewissenschaftlerin Callista Roy in den Vereinigten Staaten von Amerika 1964 entwickeltes und 1970 publiziertes Pflegemodell.
Innerhalb dieser Theorie wird der Mensch als ganzheitliches und adaptives System verstanden, dass sich an die Umwelt anpassen kann und muss. Die Anpassung wird als eine Funktion der Reize definiert, denen der Mensch ausgesetzt ist. Roy unterscheidet in ihrer Theorie fokale (im Vordergrund stehende), kontextuelle (aus der Situation entstehende) und residuale (unbekannter Herkunft oder vergangene) Reize. Diese bilden zusammen das Adaptionsniveau, also die Fähigkeit positiv auf Reize zu reagieren. Da der Mensch ständig mit seiner Umwelt interagiert und Reizen ausgesetzt ist, ist diese Fähigkeit entscheidend für sein persönliches Wohlbefinden. Um diese Anpassung an die Umwelt erfolgreich zu machen, stehen dem Menschen verschiedene Bewältigungsmechanismen zur Verfügung, darunter angeborene und erworbene regulative und kognitive Mechanismen. Roy unterscheidet vier verschiedene Verhaltensmodi: Physiologischer Modus (physiologische Regulationsmechanismen), Selbstkonzept-Modus (Identität), Rollenfunktionsmodus (Anpassung an die Erwartungen der Gesellschaft) und Interdependenz-Modus (soviel Unabhängigkeit herstellen, wie für das Wohlbefinden nötig).
In diesem Modell werden Gesundheit und Krankheit als unvermeidliche Dimensionen des menschlichen Lebens verstanden. Gesundheit ist ein Zustand der Anpassung, der sich in freigesetzter Energie zeigt, mit der andere Reize bewältigt werden können. Dieser Prozess fördert die Ganzheit und Integration des Individuums. Demzufolge ist ein Mangel an Gesundheit (Krankheit) ein Mangel an Integration. Die Rolle der Pflege ist nach Roy die Adaption in allen vier Modi und Systemen zu fördern und damit zur Gesundheit beizutragen.